# 佐世保市立山手小学校
佐世保市立山手小学校（させぼしりつ やまてしょうがっこう）は、長崎県佐世保市山手町にある公立の小学校。

## 概要
歴史
1939年（昭和14年）創立の「山手尋常小学校」を前身とする。現校名になったのは学制改革が行われた1947年（昭和22年）。2014年（平成26年）に創立75周年を迎えた。
校区
住所表記で佐世保市の後に「熊野町、名切町、花園町、山手町、折橋町、松山町、田代町、烏帽子町」が続く地域。中学校区は佐世保市立祇園中学校。
校章
鏡の絵を背景にして中央に校名の「山手」の文字（縦書き）を置いている。
校歌
作詞は原善磨、作曲は伊藤英一による。歌詞は3番まであり、各番に校名の「山手」と「小学校」が登場する。

## 沿革
- 1939年（昭和14年）
  - 3月 - 木造校舎（第一期工事）が完成。
  - 4月1日 - 佐世保市立の小学校として「山手尋常小学校」（尋常科6年）が開校。初代校長に山川徳太郎が就任。
    - 保立[2]・光園[3]・小佐世保・八幡[2]・佐世の各尋常小学校から一部の生徒が転入。

  - 9月 - 木造校舎（第二期工事）が完成。
- 1941年（昭和16年）4月1日 - 国民学校令の施行により、「佐世保市山手国民学校」に改称。尋常科を初等科に改める。
- 1945年（昭和20年）
  - 6月29日 - 佐世保空襲により、校舎を焼失。以後分散授業を余儀なくされる。
  - 10月 - 佐世国民学校の一部を借用して授業が行われる。
  - 12月 - 元・山田第二工員宿舎に移転。
- 1947年（昭和22年）4月1日 - 学制改革（六・三制の実施）が行われ、「佐世保市立山手小学校」（現校名）となる。
- 1948年（昭和23年） - 元校舎敷地に校舎が再建される（第一期工事）。
- 1949年（昭和24年）6月 - 校舎の増築が完成（第二期工事）。
- 1951年（昭和26年）4月6日 - 烏帽子岳開拓団の児童を対象に、烏帽子分教場（後に烏帽子分校）を設置。
- 1964年（昭和39年）1月18日 - 烏帽子分校の校舎が完成。
- 2012年（平成24年）3月31日 - 烏帽子分校が閉校。
  - 最終所在地 - 〒857-0001 佐世保市烏帽子町106番地（北緯33度10分59.1秒 東経129度45分54.5秒 / 北緯33.183083度 東経129.765139度）

## 交通アクセス
最寄りの鉄道駅
- 松浦鉄道（MR）西九州線 「北佐世保駅」

最寄りのバス停
- 西肥バス（させぼバスが担当）「山手町」バス停

最寄りの幹線道路
- 国道204号

## 周辺
- 天童保育園
- 熊野神社
- 佐世保美容専門学校

## 参考資料
- 「佐世保市史 教育篇」（佐世保市）p. 655 - p. 656